# Taos Ski Valley
Taos Ski Valley est un village de l'État américain du Nouveau-Mexique, situé dans le Comté de Taos. Selon le recensement de 2010, sa population est de 69 habitants.